# Romênia nos Jogos Olímpicos de Verão da Juventude de 2010
A Romênia participou dos Jogos Olímpicos de Verão da Juventude de 2010 em Cingapura. Sua delegação foi composta de 30 atletas que competiram em 12 esportes. O país conquistou um total de sete medalhas, mas apenas uma de ouro.

## Medalhistas
| Medalha | Nome           | Esporte             | Evento                      | Data         |
| ------- | -------------- | ------------------- | --------------------------- | ------------ |
| Ouro    | Andrei Muntean | Ginástica artística | Argolas masculino           | 21 de agosto |
| Prata   | Alina Rotaru   | Atletismo           | Salto em distância feminino | 21 de agosto |
| Prata   | Bianca Razor   | Atletismo           | 400 m feminino              | 21 de agosto |
| Prata   | Andrei Muntean | Ginástica artística | Barras paralelas masculino  | 22 de agosto |
| Prata   | Diana Bulimar  | Ginástica artística | Solo feminino               | 22 de agosto |
| Bronze  | Ioan Prundeanu | Remo                | Skiff simples masculino     | 18 de agosto |
| Bronze  | Razvan Tudosie | Natação             | 50 m peito masculino        | 20 de agosto |

## Atletismo
| Evento                          | Atleta                                          | Qualificação | Qualificação | Final     | Final         |
| Evento                          | Atleta                                          | Resultado    | Posição      | Resultado | Posição       |
| ------------------------------- | ----------------------------------------------- | ------------ | ------------ | --------- | ------------- |
| Salto em distância feminino     | Alina Rotaru                                    | 6,40         | 1º           | 6,38      | [ 4 ]         |
| 100 m feminino                  | Ana Rosianu                                     | 12.69        | 16º (4º q4)  | 12.53     | 2º (Final C)  |
| Arremesso de martelo feminino   | Bianca Lazar Fazecas                            | 55,06        | 7º           | 51,28     | 6º (Final A)  |
| 400 m feminino                  | Bianca Razor                                    | 53.89        | 3º (1º q2)   | 53.10     | [ 10 ]        |
| Revezamento feminino            | Bianca Razor (como integrante da equipe Europa) |              |              | 2:07.59   | [ 11 ]        |
| 3000 m masculino                | Claudiu Cimpoeru                                | 8:30.84      | 12º          | 8:32.85   | 10º (Final A) |
| 2000 m com obstáculos feminino  | Dana Loghin                                     | 7:26.53      | 13º          | 7:08.51   | 5º (Final B)  |
| 2000 m com obstáculos masculino | Laurentiu Rosu                                  | 6:12.77      | 10º          | 6:25.15   | 5º (Final B)  |
| 3000 m feminino                 | Monica Florea                                   | 9:39.00      | 3º           | 9:38.64   | 5º (Final A)  |

## Boxe
| Evento                | Atleta          | Preliminares             | Disputa do 5º lugar     | Pos. final |
| --------------------- | --------------- | ------------------------ | ----------------------- | ---------- |
| Peso galo (até 54 kg) | Alexandru Marin | POL Dawid Michelus D 0-4 | SEY Stan Nicette V 10-2 | 5º         |

## Canoagem
| Evento                  | Atleta        | Tomada de tempo | Tomada de tempo | 1ª rodada                                  | 2ª rodada (repescagem)               | Oitavas-de-final                          | Quartas-de-final                          | Semi-finais                            | Final                          | Pos. final |
| Evento                  | Atleta        | Resultado       | Pos.            | Oponente Resultado                         | Oponente Resultado                   | Oponente Resultado                        | Oponente Resultado                        | Oponente Resultado                     | Oponente Resultado             | Pos. final |
| ----------------------- | ------------- | --------------- | --------------- | ------------------------------------------ | ------------------------------------ | ----------------------------------------- | ----------------------------------------- | -------------------------------------- | ------------------------------ | ---------- |
| Velocidade C1 masculino | Andrei Liferi | 1:47.74         | 7º              | CRO Matija Buriša V 1:50.58 (bat. 6)       |                                      | KAZ Timofey Yemelyanov V 1:48.22 (bat. 5) | KAZ Timofey Yemelyanov V 1:54.80 (bat. 4) | CUB Osvaldo Sacerio Cardenas D 2:02.06 | MEX Pedro Castañeda D 1:54.24* | 4º         |
| Slalom C1 masculino     | Andrei Liferi | 2:02.92         | 10º             | BRA Isaquias dos Santos D 2:01.73 (bat. 5) | ARM Edgar Babayan V 2:00.19 (rep. 3) | UKR Anatolii Melnyk D 1:56.69 (bat. 4)    | CHN Wang Xiaodong D 2:07.68 (bat. 1)      | Não avançou                            | Não avançou                    | 7º         |

* Disputa pelo bronze

## Esgrima
| Evento                      | Atleta         | Qualificação | Qualificação | Oitavas-de-final                  | Quartas-de-final             | Semifinais         | Final              | Pos. final |
| Evento                      | Atleta         | Oponente Resultado | Pos.         | Oponente Resultado                | Oponente Resultado           | Oponente Resultado | Oponente Resultado | Pos. final |
| --------------------------- | -------------- | --- | ------------ | --------------------------------- | ---------------------------- | ------------------ | ------------------ | ---------- |
| Espada individual feminino  | Amalia Tataran | RSA Wanda Matshaya V 5-3 RUS Yulia Bakhareva D 3-5 KOR Lee Hye-Won D 2-5 GBR Amy Radford V 5-4 ARG Clara Isabel Di Tella V 5-1                         | 6º           | RSA Wanda Matshaya V 15-10        | USA Katharine Holmes D 10-15 | Não avançou        | Não avançou        | 7º         |
| Sabre individual masculino  | Dragos Sirbu   | GER Richard Hubers D 4-5 FRA Arthur Zatko V 5-2 BLR Mikhail Akula D 2-5 HKG Jackson Wang V 5-4 EGY Ziad Elsissy D 2-5 NIG Djibrilla Issaka Kondo V 5-0 | 8º           | CAN Miguel Breault-Malette V 15-8 | GER Richard Hubers D 10-15   | Não avançou        | Não avançou        | 8º         |
| Espada individual masculino | Lucian Ciovica | CRC Julian Godoy V 5-2 CAN Alexandre Lyssov D 2-5 SIN Wei Hao Lim V 5-4 GER Nikolaus Bodoczi V 5-0 CZE Ondrej Novotny D 3-5 KOR Na Byeong-Hun D 1-5    | 9º           | EGY Saleh Saleh V 15-5            | ITA Marco Fichera D 14-15    | Não avançou        | Não avançou        | 7º         |

| Evento         | Atleta                                                                | Oitavas-de-final   | Quartas-de-final              | Classificação 5-8             | Disputa pelo 5º lugar   | Pos. final |
| Evento         | Atleta                                                                | Oponente Resultado | Oponente Resultado            | Oponente Resultado            | Oponente Resultado      | Pos. final |
| -------------- | --------------------------------------------------------------------- | ------------------ | ----------------------------- | ----------------------------- | ----------------------- | ---------- |
| Equipes mistas | Amalia Tataran e Lucian Ciovica (como integrantes da equipe Europa 4) | Sem oponente       | Equipe Ásia-Oceania 1 D 24-30 | Equipe Ásia-Oceania 2 V 30-20 | Equipe Europa 3 V 30-29 | 5º         |

## Ginástica artística
| Atleta         | Evento                       | Qualificação | Qualificação | Final por aparelhos | Final por aparelhos | Final individual geral | Final individual geral | Final individual geral | Final individual geral | Final individual geral | Final individual geral | Final individual geral | Final individual geral | Final individual geral | Final individual geral |
| Atleta         | Evento                       | Result.      | Pos.         | Result.             | Pos.                | Barras assimétricas    | Trave                  | Solo                   | Salto                  | Cavalo com alças       | Argolas                | Barras paralelas       | Barra fixa             | Total                  | Pos.                   |
| -------------- | ---------------------------- | ------------ | ------------ | ------------------- | ------------------- | ---------------------- | ---------------------- | ---------------------- | ---------------------- | ---------------------- | ---------------------- | ---------------------- | ---------------------- | ---------------------- | ---------------------- |
| Andrei Muntean | Solo masculino               | 13.950       | 10º          | Não avançou         | Não avançou         |                        |                        |                        |                        |                        |                        |                        |                        |                        |                        |
| Andrei Muntean | Cavalo com alças masculino   | 13.650       | 6º           | 13.050              | 8º                  |                        |                        |                        |                        |                        |                        |                        |                        |                        |                        |
| Andrei Muntean | Argolas masculino            | 14.700       | 1º           | 14.350              | Medalha de ouro     |                        |                        |                        |                        |                        |                        |                        |                        |                        |                        |
| Andrei Muntean | Salto masculino              | 15.700       | 7º           | Desistiu            | Desistiu            |                        |                        |                        |                        |                        |                        |                        |                        |                        |                        |
| Andrei Muntean | Barras paralelas masculino   | 14.400       | 2º           | 14.150              | Medalha de prata    |                        |                        |                        |                        |                        |                        |                        |                        |                        |                        |
| Andrei Muntean | Barra fixa masculino         | 11.400       | 39º          | Não avançou         | Não avançou         |                        |                        |                        |                        |                        |                        |                        |                        |                        |                        |
| Andrei Muntean | Individual geral masculino   | 83.800       | 6º           |                     |                     |                        |                        | 14.000                 | 15.800                 | 14.650                 | 12.950                 | 13.850                 | 13.750                 | 84.950                 | 4º                     |
| Diana Bulimar  | Salto feminino               | 13.750       | 7º           | 13.412              | 7º                  |                        |                        |                        |                        |                        |                        |                        |                        |                        |                        |
| Diana Bulimar  | Barras assimétricas feminino | 13.850       | 3º           | 12.725              | 7º                  |                        |                        |                        |                        |                        |                        |                        |                        |                        |                        |
| Diana Bulimar  | Trave feminino               | 13.150       | 15º          | Não avançou         | Não avançou         |                        |                        |                        |                        |                        |                        |                        |                        |                        |                        |
| Diana Bulimar  | Solo feminino                | 13.950       | 3º           | 14.325              | Medalha de prata    |                        |                        |                        |                        |                        |                        |                        |                        |                        |                        |
| Diana Bulimar  | Individual geral feminino    | 54.700       | 4º           |                     |                     | 12.700                 | 13.900                 | 13.700                 | 13.650                 |                        |                        |                        |                        | 53.950                 | 6º                     |

## Halterofilismo
| Evento                 | Atleta          | Peso corporal (kg) | Arranque (kg) | Arranque (kg) | Arranque (kg) | Arranque (kg) | Arremesso (kg) | Arremesso (kg) | Arremesso (kg) | Arremesso (kg) | Total (kg) | Pos. final |
| Evento                 | Atleta          | Peso corporal (kg) | 1             | 2             | 3             | Res.          | 1              | 2              | 3              | Res.           | Total (kg) | Pos. final |
| ---------------------- | --------------- | ------------------ | ------------- | ------------- | ------------- | ------------- | -------------- | -------------- | -------------- | -------------- | ---------- | ---------- |
| Mais de 63 kg feminino | Andreea Aanei   | 102,56             | 93            | 98            | 102           | 102           | 120            | 125            | 130            | 125            | 227        | 5º         |
| Até 56 kg masculino    | Florin Croitoru | 55,63              | 98            | 103           | 103           | 103           | 119            | 122            | 125            | 122            | 225        | 5º         |

## Judô
| Evento             | Atleta        | 1ª rodada                     | 2ª rodada                      | 2ª rodada repescagem        | Final repescagem A | Disputa pelo bronze A | Pos. final |
| ------------------ | ------------- | ----------------------------- | ------------------------------ | --------------------------- | ------------------ | --------------------- | ---------- |
| Até 52 kg feminino | Alexandra Pop | CAN Ecaterina Guica V 101-011 | USA Katelyn Bouyssou D 000-020 | POL Maja Rasinska D 000-021 | Não avançou        | Não avançou           | [ 20 ]     |

| Evento              | Atleta     | 1ª rodada    | 2ª rodada                     | 3ª rodada                        | Semifinais repescagem       | Final repescagem B         | Disputa pelo bronze B | Pos. final |
| ------------------- | ---------- | ------------ | ----------------------------- | -------------------------------- | --------------------------- | -------------------------- | --------------------- | ---------- |
| Até 66 kg masculino | Ioan Visan | Sem oponente | BRA Matheus Machado V 100-000 | MGL Dulguun Otgonbayar D 000-001 | SEN Babacar Cissé V 100-000 | GEO Beka Tugushi D 000-100 | Não avançou           | --         |

| Evento         | Atleta                                          | 1ª rodada                   | 2ª rodada                 | Semifinais             | Final       | Pos. final        |
| -------------- | ----------------------------------------------- | --------------------------- | ------------------------- | ---------------------- | ----------- | ----------------- |
| Equipes mistas | Alexandra Pop (como integrante da equipe Chiba) | Sem oponente                | ZZX Equipe Essen D 2-5    | Não avançou            | Não avançou | 8º                |
| Equipes mistas | Ioan Visan (como integrante da equipe Cairo)    | ZZX Equipe Birmingham V 5-2 | ZZX Equipe Hamilton V 4-4 | ZZX Equipe Essen D 2-5 | Não avançou | Medalha de bronze |

## Natação
| Evento                | Atleta           | Qualificação | Qualificação | Semifinais  | Semifinais   | Final       | Final             |
| Evento                | Atleta           | Resultado    | Posição      | Resultado   | Posição      | Resultado   | Posição           |
| --------------------- | ---------------- | ------------ | ------------ | ----------- | ------------ | ----------- | ----------------- |
| 100 m costas feminino | Alexandra Dobrin | 1:06.31      | 25º (4º q2)  | Não avançou | Não avançou  | Não avançou | Não avançou       |
| 200 m costas feminino | Alexandra Dobrin | 2:22.90      | 23º (7º q2)  |             |              | Não avançou | Não avançou       |
| 100 m costas feminino | Carina Macavei   | 1:06.27      | 22º (1º q1)  | Não avançou | Não avançou  | Não avançou | Não avançou       |
| 50 m livre masculino  | Marius Radu      | 23.53        | 8º (4º q6)   | 23.50       | 10º (5º sf1) | Não avançou | Não avançou       |
| 100 m livre masculino | Marius Radu      | 51.61        | 9º (2º q6)   | 50.88       | 6º (4º sf1)  | 50.76       | 6º                |
| 50 m peito masculino  | Razvan Tudosie   | 28.74        | 1º (q2)      | 28.92       | 3º (2º sf2)  | 28.69       | Medalha de bronze |
| 100 m peito masculino | Razvan Tudosie   | 1:04.82      | 12º (6º q2)  | 1:04.84     | 11º (5º sf2) | Não avançou | Não avançou       |

## Remo
| Evento                  | Atleta                       | Elim.   | Elim.       | Repescagem | Repescagem | Semifinais | Semifinais   | Final   | Final             |
| Evento                  | Atleta                       | Tempo   | Pos.        | Tempo      | Pos.       | Tempo      | Pos.         | Tempo   | Pos.              |
| ----------------------- | ---------------------------- | ------- | ----------- | ---------- | ---------- | ---------- | ------------ | ------- | ----------------- |
| Dois sem feminino       | Ana Gigica Madalina Buzdugan | 3:35.80 | 1º (bat. 1) |            |            | 3:40.67    | 2º (sf A/B1) | 3:37.32 | 5º (Final A)      |
| Skiff simples masculino | Ioan Prundeanu               | 3:22.59 | 1º (bat. 2) |            |            | 3:25.16    | 2º (sf A/B1) | 3:19.11 | Medalha de bronze |

## Tênis
| Evento           | Atleta        | 1ª rodada                                  | 2ª rodada                               | Quartas-de-final   | Semifinais         | Final              | Pos. final |
| Evento           | Atleta        | Oponente Resultado                         | Oponente Resultado                      | Oponente Resultado | Oponente Resultado | Oponente Resultado | Pos. final |
| ---------------- | ------------- | ------------------------------------------ | --------------------------------------- | ------------------ | ------------------ | ------------------ | ---------- |
| Simples feminino | Cristina Dinu | PAR Veronica Cepede Royg V 2-0 (7-5 e 6-3) | CHN Tang Haochen D 1-2 (6-7, 6-2 e 2-6) | Não avançou        | Não avançou        | Não avançou        | --         |

| Evento           | Atleta                                                 | 1ª rodada                                                       | Quartas-de-final                                     | Semifinais         | Final              | Pos. final |
| Evento           | Atleta                                                 | Oponente Resultado                                              | Oponente Resultado                                   | Oponente Resultado | Oponente Resultado | Pos. final |
| ---------------- | ------------------------------------------------------ | --------------------------------------------------------------- | ---------------------------------------------------- | ------------------ | ------------------ | ---------- |
| Duplas femininas | Cristina Dinu e TUN Ons Jabeur (cabeças-de-chave nº 3) | CZE Denisa Allertová/ MNE Mia Radulović V 2-1 (7-5, 3-6 e 10-1) | CHN Tang Haochen/ CHN Zheng Saisai D 0-2 (2-6 e 3-6) | Não avançaram      | Não avançaram      | --         |

## Tênis de mesa
| Evento           | Atleta           | Preliminares | Preliminares | Preliminares | 2ª fase | 2ª fase | 2ª fase | Quartas-de-final                                           | Semifinais  | Final       | Pos. final |
| Evento           | Atleta           | Grupo        | Confrontos | Pos.         | Grupo   | Confrontos | Pos.    | Quartas-de-final                                           | Semifinais  | Final       | Pos. final |
| ---------------- | ---------------- | ------------ | --- | ------------ | ------- | --- | ------- | ---------------------------------------------------------- | ----------- | ----------- | ---------- |
| Simples feminino | Bernadette Szocs | E            | BLR Katsiaryna Baravok V 3-1 (9-11, 11-8, 11-9, 11-8) NED Britt Eerland D 1-3 (11-8, 7-11, 7-11, 9-11) SMR Letizia Giardi V 3-0 (11-4, 11-5, 11-3) | 2º           | AA      | HKG Ka Yee Ng D 0-3 (5-11, 8-11, 4-11) POR Maria Xiao V 3-2 (14-12, 6-11, 3-11, 11-3, 11-5) PRK Kim Song-I V 3-0 (11-9, 11-8, 11-8) | 1º      | SIN Isabelle Siyun Li D 1-4 (8-11, 11-5, 5-11, 8-11, 7-11) | Não avançou | Não avançou | 6º         |

| Evento         | Atleta                                                    | Preliminares | Preliminares                                                                                 | Preliminares | 2ª fase                     | Quartas-de-final                          | Semifinais    | Final         | Pos. final |
| Evento         | Atleta                                                    | Grupo        | Confrontos                                                                                   | Pos.         | 2ª fase                     | Quartas-de-final                          | Semifinais    | Final         | Pos. final |
| -------------- | --------------------------------------------------------- | ------------ | -------------------------------------------------------------------------------------------- | ------------ | --------------------------- | ----------------------------------------- | ------------- | ------------- | ---------- |
| Equipes mistas | Bernadette Szocs e SWE Hampus Soderlund (Equipe Europa 1) | C            | Europa 4 V 2-1 (3-0, 1-3, 3-1) Europa 3 V 2-1 (3-0, 2-3, 3-1) África 2 V 3-0 (3-0, 3-1, 3-0) | 1º           | BRA Brasil V 2-0 (3-1, 3-1) | PRK Coreia do Norte D 1-2 (2-3, 3-0, 2-3) | Não avançaram | Não avançaram | 5º         |

## Tiro
| Evento                       | Atleta                 | Qualificação | Qualificação | Qualificação | Qualificação | Qualificação | Qualificação | Qualificação | Qualificação | Final       | Final       | Final       | Final       | Final       | Final       | Final       | Final       | Final       | Final       | Final       | Final       | Final       |
| Evento                       | Atleta                 | 1            | 2            | 3            | 4            | 5            | 6            | Total        | Pos.         | 1           | 2           | 3           | 4           | 5           | 6           | 7           | 8           | 9           | 10          | Total final | Total       | Pos. final  |
| ---------------------------- | ---------------------- | ------------ | ------------ | ------------ | ------------ | ------------ | ------------ | ------------ | ------------ | ----------- | ----------- | ----------- | ----------- | ----------- | ----------- | ----------- | ----------- | ----------- | ----------- | ----------- | ----------- | ----------- |
| Pistola de ar 10 m feminino  | Alexandra Silvia Morar | 89           | 95           | 94           | 92           |              |              | 370          | 10º          | Não avançou | Não avançou | Não avançou | Não avançou | Não avançou | Não avançou | Não avançou | Não avançou | Não avançou | Não avançou | Não avançou | Não avançou | Não avançou |
| Pistola de ar 10 m masculino | Stefan Rares Ion       | 95           | 94           | 96           | 94           | 93           | 92           | 564          | 9º           | Não avançou | Não avançou | Não avançou | Não avançou | Não avançou | Não avançou | Não avançou | Não avançou | Não avançou | Não avançou | Não avançou | Não avançou | Não avançou |